# Brauerei Kopparberg
Die Brauerei Kopparberg (schwedisch Kopparbergs Bryggeri AB) ist eine schwedische Brauerei in Kopparberg, die sich auf Cider spezialisiert hat.

## Geschichte
Kopparberg wurde ursprünglich 1882 von 36 kleineren Brauern gegründet. 1989 wurde Kopparberg von einer Schweizer Brauerei übernommen, die sich aber schon 1994 wieder aus dem Geschäft zurückzog. Dadurch ging sie in den Besitz einer Bank über. Anfang 1994 wurde die Brauerei von den Brüdern Peter und Dan-Anders Bronsman wieder eröffnet. Diese leiten seither auch die Geschäfte. Ein großer Teil der Brauerei wurde 1997 bei einem Feuer zerstört und danach neu aufgebaut.
In den folgenden Jahren begann Kopparberg mit dem Export, zuerst nach Griechenland, 1999 folgte das Vereinigte Königreich und danach weitere Staaten.

## Produkte
Während es anfangs nur Apfel- und Birnen-Cider gab, wurden Ende 2007 auch eine alkoholfreie Version und Varianten aus anderen Früchten mit ins Sortiment aufgenommen.